# Арпад Гьонц
Арпад Гьонц (на унгарски: Göncz Árpád) е унгарски политик. Той е първият унгарски президент след демократичните промени, настъпили през 1990. Остава на президентския пост от 2 май 1990 до 4 август 2000 г. Женен с четири деца. Неговата дъщеря Кинга Гьонц е министър на външните работи във второто правителство на унгарския министър-председател Ференц Дюрчан.
Гьонц е роден на 10 февруари 1922 г. в Будапеща. През 1944 г.получава юридическа диплома от държавния университет Петер Пазман, а паралелно с това учи и агрономство в университета на град Гьодьольо. По време на Втората световна война е изпратен на фронта. По-късно обаче Гьонц успява да дезертира и се връща в Унгария, където успешно се включва в антифашистката съпротива. Участва в националната революция от 1956, която е смазана от съветските войски. Заради активното си участие в антиправителствените демонстрации е осъден на доживотен затвор без право на замяна. По-късно през 1963 г. е амнистиран. По време на своя престой в затвора, Гьонц се отдава на интелектуална дейност. Той усилено превежда публицистика и класически текстове от английски език. Така на бял свят за унгарските читатели за пръв път се появяват произведенията на Фокнър, Хемингуей и Толкин. В началото на седемдесетте години с постепенната либерализация на комунистическия режим в Унгария, Гьонц отново започва да се занимава легално с политическа дейност. За кратък период от време е председател на унгарската асамблея за защита на правата на човека. По-късно през 1988 г. участва активно в създаването на опзиционната политическа партия ФИДЕС. От 1989 до 1990 Арпад Гьонц е председател на Унгарския съюз на писателите.